# Forêt nationale d'Ochoco
La forêt nationale d'Ochoco est une forêt fédérale protégée située dans l'Oregon, aux États-Unis.